# Plesiocera ochraea
Plesiocera ochraea är en tvåvingeart som beskrevs av Greathead 1967. Plesiocera ochraea ingår i släktet Plesiocera och familjen svävflugor. Inga underarter finns listade i Catalogue of Life.